# Henri Bazire
Pour les articles homonymes, voir Bazire.
Henri Marie Joseph Bazire, né à Fontenay-le-Comte (Vendée) le 9 novembre 1873 et mort le 23 juillet 1919 à Marigny (Allier), est un avocat, journaliste et homme politique français, animateur du catholicisme social.

## Biographie
Henri Bazire est le fils de Paul Antoine Bazire, contrôleur des contributions directes et de son épouse Marie Thérèse Eugénie Bréchard. Le grand-père paternel, Antoine Marie Bazire, qui signe comme témoin l'acte de naissance, est « propriétaire et médecin ».
Étudiant en droit, Henri Bazire a déjà adhéré à l'Association catholique de la jeunesse française (ACJF), en participant à son premier pèlerinage à Rome, en 1891. L'encyclique Rerum novarum, la même année, affermit son désir de participer, comme catholique, à la rénovation sociale. Il participe à la Conférence Olivaint et milite, à partir de 1899, pour la défense de la liberté de l'enseignement. Avocat, Henri Bazire se fait en particulier remarquer comme l'un des défenseurs des douze Assomptionnistes jugés en 1900 pour infraction à la loi sur les associations ; il contre-attaque en demandant des poursuites contre la franc-maçonnerie. Il organise, en 1903, la résistance à l'expulsion des congrégations et, participant à une manifestation qui visait à empêcher celle des Barnabites, en vient même à se faire arrêter. 
Parallèlement, il commence une carrière de journaliste dans l'Univers et dans la Croix, puis dirige Le Peuple français avant de devenir, en 1910, rédacteur en chef de la Libre parole. Brillant orateur, il est, de 1899 à 1904, président de l'ACJF. C'est à une réunion des catholiques sociaux tenue le 4 avril 1900 au Musée social qu'il lance la proclamation, appelée à devenir un slogan du catholicisme social : « sociaux parce que catholiques »,. Également auteur de la formule « nous ne sommes pas des conservateurs, ni des satisfaits » et rallié (bien qu'il eût, au moment de la séparation de l’Église et de l’État, salué l'élan « spontané et irrésistible » de résistance aux inventaires), il est honni par l'Action française, qui favorise contre lui, aux élections législatives de 1914 en Vendée, l'élection du radical Raoul Pacaud. Mais celui-ci ne l'emporte, au premier tour, que de justesse - par 8 275 voix contre 8 258 - et des bulletins nuls en nombre supérieur à la différence de voix entre les deux candidats ne peuvent être représentés à la commission de recensement des votes. La Chambre des députés finit par trancher elle-même la contestation qui s'ensuit, portée principalement par les députés Driant et Beauregard (ainsi que par Augé, Bienaimé, Fery de Ludre, Arthur Legrand, Lerolle, Plichon, Porteu ...), en confirmant par 237 voix contre 79 l'élection de Pacaud,.
Lieutenant de réserve au 68e régiment d'infanterie territoriale, Henri Bazire part au front dès les premiers jours de la guerre, le 10 août 1914. Il passe à l'état-major de la 85e division d'infanterie territoriale le 11 janvier 1915 et est nommé capitaine le 10 mai de la même année. À la dislocation de la 85e DIT en juin 1915, il passe à l'état-major de la 243e brigade puis à celui de la 120e division. Atteint par les gaz à Verdun, il reprend néanmoins du service à l'état-major de la 1re armée (3e bureau) en février 1918, mais doit être hospitalisé à l'hôpital du Panthéon en juillet. Il meurt des suites des blessures infligées par les gaz, un an plus tard, le 23 juillet 1919.
Ses obsèques sont présidées, le 26 juillet 1919, par Mgr Penon, évêque de Moulins.

## Postérité
Henri Bazire avait épousé, le 10 juillet 1901, Marguerite Berthe Marie Thérèse Richardez, qu'il laissait veuve avec six enfants.
Son frère Louis Bazire réussira là où Henri avait échoué (par trois fois) et sera élu député de la Vendée en 1919. Mais il décédera aussi prématurément, en 1923.
La proximité de pensée que le philosophe Maurice Blondel manifestait envers le catholicisme social tissera des liens familiaux : ainsi le fils aîné, Charles, et la fille du philosophe, Élisabeth, épousent-ils, respectivement, en 1924 la fille aînée d'Henri Bazire, Marie-Thérèse, et en 1921 un de ses successeurs à la présidence de l'ACJF, Charles Flory.
Le château de Saint-Julien-de-Raz, acheté par l’ACJF en 1936 avec l'objectif initial d'en faire une maison de vacances et de repos pour les jeunes travailleurs, fut baptisé « maison Henri Bazire » en l'honneur de l'ancien président de l'association. C'est aujourd'hui le « Centre de pneumologie Henri-Bazire ».

## Honneurs et distinctions
- Chevalier de la Légion d'honneur à titre militaire (1918)[25],[26].
- Croix de guerre 1914–1918, étoile de vermeil[27] : « ... capitaine à l'état-major d'une division : a, devant Verdun, du 2 au 10 mars, très courageusement payé de sa personne, en effectuant, sous un bombardement intense, la liaison avec divers éléments de la division vivement engagée » (2e citation)[28], « ... capitaine au ...e d'infanterie : Officier d'une activité inlassable, toujours prêt à payer de sa personne. A rendu de signalés services en collaborant à l'organisation des attaques du 17 septembre et du 10 octobre et en exécutant, sous des bombardements violents, des reconnaissances qui ont donné des résultats précis. Déjà cité deux fois »[29].
- Commandeur de l'ordre de Saint-Grégoire-le-Grand[30],[2].

- Inscrit parmi les Écrivains morts pendant la guerre de 1914-1918 au Panthéon de Paris[31].